# 世田谷福祉専門学校
世田谷福祉専門学校（せたがやふくしせんもんがっこう）は、かつて東京都世田谷区船橋に所在していた私立専修学校。学校法人大東学園が運営していた。愛称は「せたふく」。

## 設置学科
下記に掲載されている専門課程の他にも「介護職員初任者研修」・「介護福祉士実務者研修」・「手話講座」を定期的に開講し、「“福祉”分野に特化したキャリア教育機関」としての運営もしていたが、2023年3月の専門課程廃止に伴い受講生の新規募集を停止した。
過去に設置されていた学科
- 介護福祉学科（2年制） - 介護福祉士を養成していた。2021年度をもって学生募集停止。2023年3月に最後の卒業生が卒業し、廃止された。[1]
- 手話通訳学科（2年制） - 手話通訳士を養成していた。2014年度をもって学生募集停止。2016年3月に最後の在学生が卒業し、廃止された。[2]
- 手話通訳専攻学科（1年制） - 手話通訳士を養成していた。2016年度をもって学生募集停止。2017年3月に最後の在学生が卒業し、廃止された。[3]
- 総合ビジネス学科（2年制） - 「世田谷ビジネス福祉専門学校」時代に設置していた。97年設置。00年廃止。[4]
- OA秘書学科（2年制） - 「世田谷ビジネス福祉専門学校」時代に設置していた。95年設置。98年廃止。[5]
- 英語ビジネス学科（2年制） - 「世田谷ビジネス福祉専門学校」時代に設置していた。95年設置。98年廃止。[6]
- 公務員学科（2年制） - 「世田谷ビジネス福祉専門学校」時代に設置していた。95年設置。98年廃止。[7]
- 情報ビジネス学科（2年制） - 「世田谷ビジネス福祉専門学校」時代に設置していた。95年設置。98年廃止。[8]
- 音楽演奏学科（2年制） - 「大東学園専門学校（大東音楽アカデミー）」時代に設置していた。89年設置。94年廃止。[9]
- 音楽教養学科（2年制） - 「大東学園専門学校（大東音楽アカデミー）」時代に設置していた。89年設置。94年廃止。[10]
- 音楽科（2年制） - 「大東学園専門学校（大東音楽アカデミー）」時代に設置していた。85年設置。89年に音楽演奏学科に改組され廃止。[11]
- 英語英文学科（2年制） - 「大東学園専門学校」時代に設置していた。84年設置。96年廃止。[12]
- 国文学科（2年制） -「大東学園専門学校」時代に設置していた。84年設置。95年廃止。[13]

## 沿革
- 1984年（昭和59年） - 大東学園専門学校として設立される。国文学科・英語英文学科を設置。[14]
- 1985年（昭和60年） - 大東学園専門学校に音楽科（大東音楽アカデミー）を新設。[15]
- 1989年（平成元年） - 音楽科（大東音楽アカデミー）を音楽教養学科に改組。音楽演奏学科を新設。[16]
- 1994年（平成6年） - 音楽教養学科・音楽演奏学科（大東音楽アカデミー）の両学科を廃止。[17]
- 1995年（平成7年）
  - 1月 英語英文学科が、文部科学省より「職業実践専門過程（専門士）」の認定を受けた。[18]
  - 3月 国文学科を廃止。[19]
  - 4月 校名を「世田谷ビジネス福祉専門学校」に改称。そして、OA秘書学科・英語ビジネス学科・公務員学科・情報ビジネス学科の4学科を新設。
- 1996年（平成8年）
  - 3月 英語英文学科を廃止。[20]
  - 4月 介護福祉学科を新設。
  - 12月 OA秘書学科・英語ビジネス学科・公務員学科・情報ビジネス学科の4学科が、文部科学省より「職業実践専門過程（専門士）」の認定を受けた。[21]
- 1997年（平成9年）
  - 4月 総合ビジネス学科を新設。
  - 11月 介護福祉学科が、文部科学省より「職業実践専門過程（専門士）」の認定を受けた。[22]
- 1998年（平成10年）
  - 3月 OA秘書学科・英語ビジネス学科・公務員学科・情報ビジネス学科の4学科を廃止。
  - 12月 総合ビジネス学科が、文部科学省より「職業実践専門過程（専門士）」の認定を受けた。[23]
- 2000年（平成12年） - 現校名である「世田谷福祉専門学校」に改称。手話通訳学科を新設。総合ビジネス学科を廃止。
- 2002年（平成14年）
  - 2月 手話通訳学科が、文部科学省より「職業実践専門過程（専門士）」の認定を受けた。[24]
  - 4月 手話通訳専攻学科を新設。
- 2014年（平成26年） - 2014年度をもって、手話通訳学科を学生募集停止。
- 2016年（平成28年） - 最後の在学生が卒業し、手話通訳学科を廃止。また、手話通訳専攻学科を募集停止。
- 2017年（平成29年） - 最後の在学生が卒業し、手話通訳専攻学科を廃止。
- 2021年（令和3年） - 2022年度より、介護福祉学科を学生募集停止。[25]
- 2023年（令和5年）
  - 3月 最後の在学生が卒業し、介護福祉学科を廃止。並びに専門課程を閉校した。
  - 8月 閉校記念式典を開催予定。[26]
- 2024年（令和6年） - 世田谷福祉専門学校の閉校後、跡地となった校舎は同運営法人系列校である「大東学園高等学校」が取得。校舎の愛称を「せたふく校舎」と命名した。また元々使用されていた講義室や福祉実習室を、部活動が使用するトレーニングルームや選択科目で使用する実習教室に改装し、運用を続けている。[27]

## 著名な出身者
- ☆イニ☆ - YouTuber。スカイピースのメンバー。本名は藤枝仁。

## 系列校
- 系列校として大東学園高等学校（男女共学）がある。

## 交通アクセス
- 小田急小田原線千歳船橋駅より徒歩15分、京王線八幡山駅より徒歩15分。